# سیارک ۹۰۴۴
سیارک ۹۰۴۴ (به انگلیسی: 9044 Kaoru، نام‌گذاری: 1991KA) نه هزار و چهل و چهارمین سیارک کشف شده‌است که در ۱۸ مه ۱۹۹۱ کشف شد.
قدر مطلق سیارک برابر ۱۳٫۶۰ است.